# Краснослободский уезд
Краснослободский уезд — административно-территориальная единица Пензенской губернии, существовавшая в 1780—1928 годах. Уездный город — Краснослободск. 

## Географическое положение
Уезд располагался на северо-западе Пензенской губернии, граничил с Тамбовской и Нижегородской губерниями. Площадь уезда составляла в 1897 году 3 640,4 верст² (4 143 км²), в 1926 году - 6 430 км².

## История
Уезд образован в сентябре 1780 года в составе Пензенского наместничества в результате реформы Екатерины Великой. С 1796 года в составе Пензенской губернии. В 1797—1801 годах в составе Нижегородской губернии. В 1798 году к уезду присоединена территория упразднённого Троицкого уезда.
В марте 1925 года в состав уезда вошла большая часть территории упразднённого Темниковского уезда. В 1928 году Краснослободский уезд был упразднён, на его территории образован Краснослободский район Мордовского округа Средне-Волжской области.

## Население
По данным переписи 1897 года в уезде проживало 174 396 чел. В том числе русские — 66,9 %, мордва — 24,7 %, татары — 8,2 %. В городе Краснослободске проживало 7 381 чел., в заштатном Троицке — 5 822 чел.
По итогам всесоюзной переписи населения 1926 года население уезда составило 295 055 человек, из них городское — 11 698 человек.

## Административное деление
В 1890 году в состав уезда входило 19 волостей
| № п/п | Волость              | Волостное правление     | Число селений | Население |
| ----- | -------------------- | ----------------------- | ------------- | --------- |
| 1     | Аксельская           | с. Аксёл                | 12            | 5103      |
| 2     | Базарно-Дубровская   | с. Базарно-Дубровское   | 5             | 4717      |
| 3     | Больше-Азясьская     | с. Большой Азясь        | 11            | 6527      |
| 4     | Введенская           | с. Селищенское          | 10            | 6404      |
| 5     | Девиченская          | с. Девичий Рукав        | 31            | 12343     |
| 6     | Ельниковская         | с. Ельниковское         | 16            | 11059     |
| 7     | Краснослободская     | г. Краснослободск       | 30            | 11867     |
| 8     | Мамолаевская         | с. Мамолаевское         | 14            | 8690      |
| 9     | Михайловская         | с. Михайловское         | 11            | 6965      |
| 10    | Оброченская          | с. Оброчное             | 9             | 5946      |
| 11    | Пурдошанская         | с. Пурдошанское         | 26            | 11547     |
| 12    | Рыбкинская           | с. Рыбкинское           | 18            | 9038      |
| 13    | Сивинская            | с. Сивинское            | 11            | 6035      |
| 14    | Синдоровская         | с. Синдоровское         | 14            | 10425     |
| 15    | Слободско-Дубровская | с. Слободско-Дубровское | 5             | 5082      |
| 16    | Тенишевская          | с. Тенишевское          | 6             | 6732      |
| 17    | Троицкая             | г. Троицк               | 14            | 10301     |
| 18    | Урейская             | с. Урейское             | 15            | 5568      |
| 19    | Усть-Рохманская      | с. Усть-Рахманское      | 18            | 8776      |

В 1913 году в уезде числилось 20 волостей, была образована Новоямская волость (с. Новоямское).

## Уездные предводители дворянства[5]
| Время службы       | Фамилия, Имя, Отчество                     | Должность/Чин          |
| ------------------ | ------------------------------------------ | ---------------------- |
| 1787-1790          | Князь Черкасский Пётр Алексеевич           | Полковник              |
| 1790-1793          | Максимов Фёдор Иванович                    | Титулярный советник    |
| 1793-1796          | Князь Макулов Алексей Дмитриевич           | Полковник              |
| 1796-1799          | Князь Девлет-Кильдеев Афанасий Григорьевич | Поручик                |
| 1800-1803          |                                            |                        |
| 1804-1807          | Бутримов Александр Иванович                |                        |
| 1807-1810          | Князь Девлет-Кильдеев Иван Андреевич       | Поручик                |
| 1810-1813          | Хрущов Александр Петрович                  | Гвардии прапорщик      |
| 1813-1819          | Князь Девлет-Кильдеев Никанор Андреевич    | Гвардии прапорщик      |
| 1819-1822          | Князь Еникеев Акинфий Иванович             | Прапорщик              |
| 1822-1825          | Войников Павел Семёнович                   | Подполковник           |
| 1825-1828          | Князь Девлет-Кильдеев Никанор Андреевич    | Гвардии прапорщик      |
| 1828-1831          | Князь Еникеев Акинфий Иванович             | Прапорщик              |
| 1831-1834          | Норов Михаил Дмитриевич                    | Гвардии полковник      |
| 1834-1837          | Малевинский Яков Александрович             | Поручик                |
| 1837-1843          | Князь Девлет-Кильдеев Николай Никанорович  | Подпоручик             |
| 1843-1852          | Яковлев Василий Александрович              | Поручик                |
| 1852-1858          | Князь Девлет-Кильдеев Николай Никанорович  | Подпоручик             |
| 1858-1861          | Никифоров Павел Львович                    | Капитан                |
| 1861-1864          | Лукин Владимир Петрович                    | Поручик                |
| 1864-1870          | Князь Девлет-Кильдеев Николай Николаевич   | Поручик                |
| 1870-1873          | Кондаков Николай Евлампиевич               | Коллежский регистратор |
| 1873-1881          | Бакулин Дмитрий Иванович                   | Коллежский регистратор |
| 1881-1891          | Кабанов Владимир Семёнович                 | Инженер-механик        |
| 1891-1893          | Цеклинский Василий Саввич                  | Генерал-лейтенант      |
| 1893 (май-декабрь) | Кондаков Семён Николаевич                  |                        |
| 1893-              | Атрыганьев Алексей Александрович           | Гвардии штабс-ротмистр |